# Estadio Mundialista de Suwon
El Estadio Mundialista de Suwon (수원월드컵경기장 en hangul, Suwon World Cup Stadium en inglés), es un estadio multifuncional ubicado en la ciudad de Suwon, capital de la provincia de Gyeonggi en Corea del Sur. Es el estadio donde juega de local el Suwon Samsung Bluewings en la K-League. Actualmente cuenta con una capacidad para 42 655 espectadores.

## Copa Mundial de Fútbol de 2002
| Fecha      | Selección      | Resultado          | Selección | Ronda            |
| ---------- | -------------- | ------------------ | --------- | ---------------- |
| 05-06-2002 | Estados Unidos | 3 - 2              | Portugal  | Grupo D          |
| 11-06-2002 | Senegal        | 3 - 3              | Uruguay   | Grupo A          |
| 13-06-2002 | Costa Rica     | 2 - 5              | Brasil    | Grupo C          |
| 16-06-2002 | España         | 1 - 1 (3 - 2 pen.) | Irlanda   | Octavos de final |

## Partidos del Mundial de Fútbol Sub-20 2017
| Fecha      | Selección  | Resultado          | Selección      | Ronda            |
| ---------- | ---------- | ------------------ | -------------- | ---------------- |
| 21-05-2017 | Sudáfrica  | 1 - 2              | Japón          | Grupo D          |
| 21-05-2017 | Italia     | 0 - 1              | Uruguay        | Grupo D          |
| 24-05-2017 | Sudáfrica  | 0 - 2              | Italia         | Grupo D          |
| 24-05-2017 | Uruguay    | 2 - 0              | Japón          | Grupo D          |
| 26-05-2017 | México     | 0 - 1              | Venezuela      | Grupo B          |
| 26-05-2017 | Inglaterra | 1 - 0              | Corea del Sur  | Grupo A          |
| 31-05-2017 | Uruguay    | 1 - 0              | Arabia Saudita | Octavos de final |
| 05-06-2017 | Italia     | 3 - 2              | Zambia         | Cuartos de final |
| 11-06-2017 | Uruguay    | 0 - 0 (1 - 4 pen.) | Italia         | Tercer Puesto    |
| 11-06-2017 | Venezuela  | 0 - 1              | Inglaterra     | Final            |

### Curiosidades
- El Estadio Mundialista de Suwon, el Mundialista de Daegu (en Corea del Sur), el Estadio Internacional de Yokohama y el Estadio de Saitama (estos dos últimos en Japón), fueron los únicos estadios en el Mundial 2002 que albergaron cuatro encuentros cada uno.
- El Estadio Mundialista de Suwon fue el estadio con mayor cantidad de goles del Mundial 2002, con 20 goles. También fue el estadio que tuvo mayor promedio de gol: 5 goles por partido (20 goles en 4 partidos).
- En este estadio se disputó la primera tanda de penales del Mundial 2002.

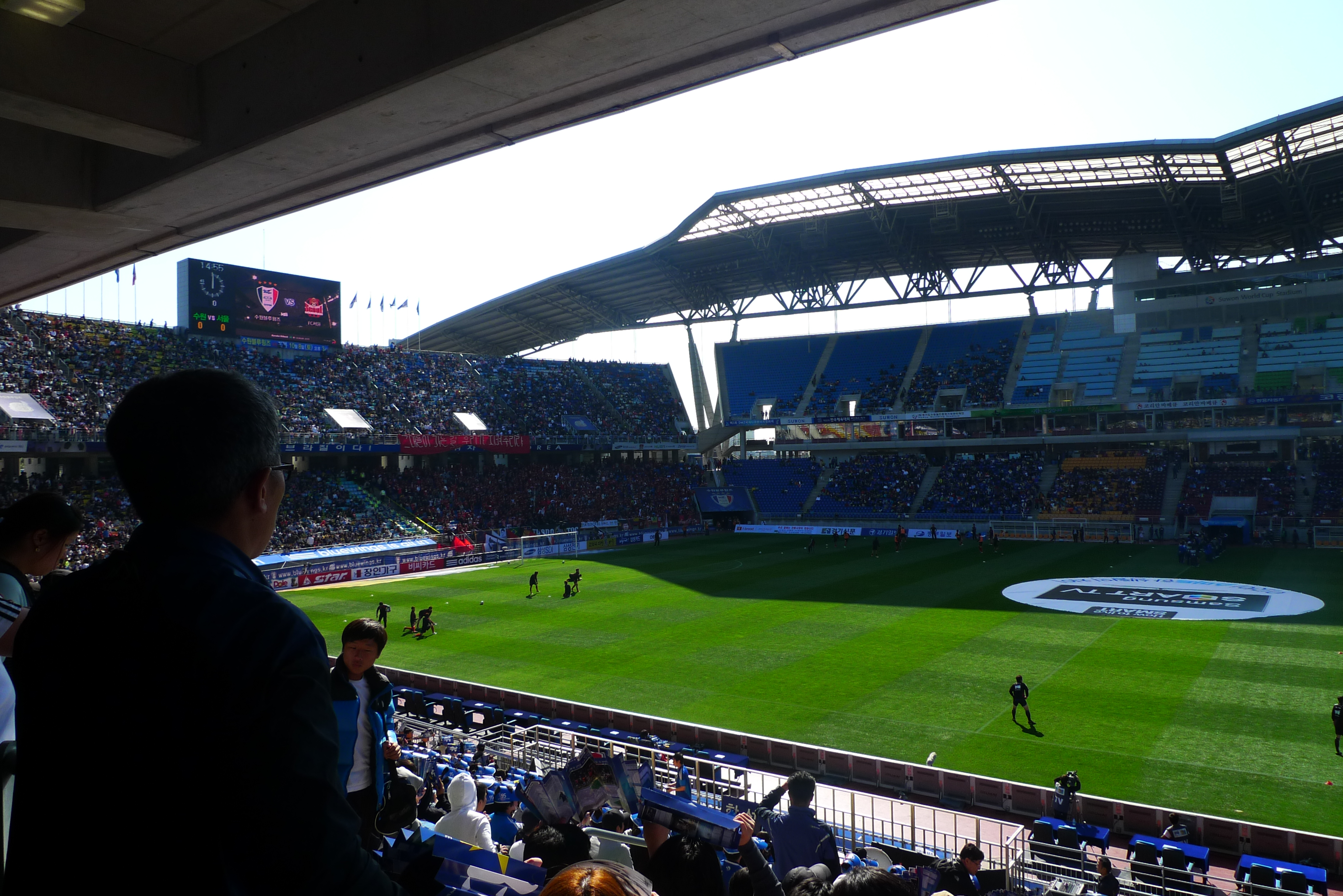
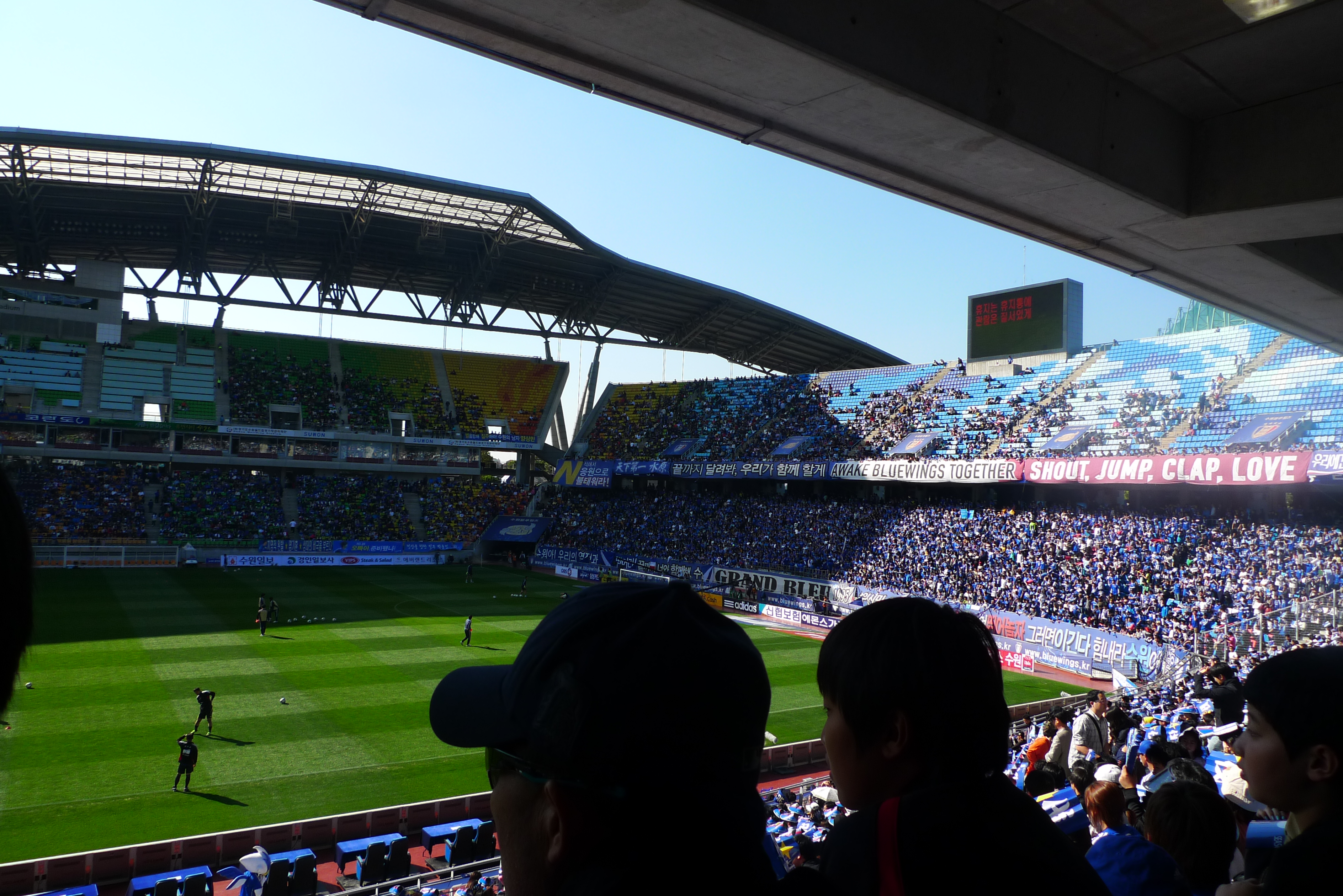